# Односторонняя функция с потайным входом
Односторонняя функция с потайным входом (англ. trapdoor function, TDF) — это односторонняя функция {\displaystyle f} из множества {\displaystyle X} в множество {\displaystyle Y}, обладающая свойством (потайным входом, лазейкой), благодаря которому становится возможным найти для любого {\displaystyle y\in Im{f},x\in X} такое, что {\displaystyle f(x)=y}, то есть обратить функцию.
Односторонние функции с потайным входом широко используются в асимметричных методах шифрования (шифрование с открытым ключом) таких как: RSA, функция Рабина, схемы Эль-Гамаля, криптосистема McEliece, криптографическая система NTRUEncrypt, Polly Cracker, а также в менее популярной, из-за своей криптографической нестойкости, ранцевой криптосистеме Меркла — Хеллмана.
В настоящее время доподлинно не установлено, что односторонние функции с потайным входом действительно являются односторонними, то есть нет доказательства того, что, не зная потайной вход, криптоаналитик не сможет обратить функцию.

## Определение
Функция {\displaystyle f:\{0,1\}^{l(n)}\times \{0,1\}^{n}{\xrightarrow[{}]{}}\{0,1\}^{m(n)}}, где
{\displaystyle \{0,1\}^{l(n)}} — множество открытых ключей,
{\displaystyle \{0,1\}^{m(n)}} — отображаемый элемент, состоящий из n битов,
называется односторонней с потайным входом, если
1. Она является односторонней;
2. Существует эффективный алгоритм, который при заданных открытом ключе {\displaystyle Y}, сообщении {\displaystyle M} и значении функции вычисляет {\displaystyle M'} такое, что {\displaystyle f(M)=f(M')} для некоторого ключа {\displaystyle Z};
3. Для данного сообщения {\displaystyle M} и функции {\displaystyle f(M)} трудно найти сообщение {\displaystyle M'\neq M} такое, что {\displaystyle f(M)=f(M')}.

## История

### Развитие односторонних функций с потайным входом
Понятие односторонней функции с потайным входом было введено в середине 1970-х годов после публикации Уитфилдом Диффи, Мартином Хеллманом и Ральфом Мёрклом статьи об асимметричных методах шифрования (шифрование с открытым ключом). Именно Диффи и Хеллман ввели данный термин. Но первой системой, в которой были использованы такие идеи, считается система, изобретённая в 1973 году Клиффордом Коксом, работавшим в центре правительственной связи (GCHQ), но эта работа хранилась лишь во внутренних документах центра, поэтому о её существовании не было известно до 1977 года.
Статья описывала новый способ для минимизации необходимости передачи ключей по защищённым каналам, а также в ней была разобрана криптографическая система, которая может использоваться в создании цифровой подписи.
Авторы показали, что односторонняя функция с потайным входом может быть использована в криптосистемах с открытым ключом и в устройстве цифровой подписи. Криптосистема с открытым ключом — система, в которой открытый ключ передается по незащищённому каналу. Смысл цифровой подписи заключается в том, что при пересылке подписанного сообщения от Алисы к Бобу, Боб может убедиться в том, что сообщение действительно было послано Алисой.
Благодаря односторонним функциям с потайным входом могут быть реализованы различные шифры с потайным входом, которые являются криптозащищёнными.
Было предложено несколько классов функций, но скоро стало понятно, что подходящие функции труднее найти, чем считалось изначально.
Например, сначала предполагалось использовать функции, основанные на задаче о сумме подмножеств. Вскоре выяснилось, что этот способ неприемлем. Примером подобной реализации может служить ранцевая криптосистема Меркла — Хеллмана.
В 2005 году самыми подходящими кандидатами в односторонние функции с потайным входом являлись функции из классов RSA и Рабина
. Эти функции используют возведение в степень по модулю составного числа, и обе они основаны на задаче факторизации целых чисел.
В 2008 году были представлены односторонние функции с потайным входом, допускающие потерю информации о изначальном сообщении.

### Развитие односторонних функций с потайным входом, допускающих потери
Данный тип функций (lossy trapdoor function), основывающийся на идее повреждения значительной части информации, был представлен Крисом Пейкертом и Брентом Уотерсом  в частности, как средство построения схемы шифрования с открытым ключом с выбранным-зашифрованным текстом.
Множество данных функций состоит из семейства двух функций:
1. Повторяют работу односторонней функции с потайным входом без потери части информации, то есть при наличии «лазейки» можно эффективно вычислить {\displaystyle x} по значению {\displaystyle f(x)}.
2. Теряют часть информации о входе, тогда у выхода {\displaystyle f(x)} существует много прообразов (то есть невозможно однозначно обратить функцию).

Ключевым моментом является то, что выбранные семейства функций — полиномиально неразличимы. Следовательно, ключи могут быть заменены ключами с потерями без уведомления кого-либо. Но как только все ключи потеряны, шифрованный текст больше не содержит (значительную) информацию об зашифрованном сообщении. В то же время, если просто заменить функцию с лазейкой функцией с потерями, то нет возможности ответить даже на правильно сформированный запрос на дешифрование, потому что информация открытого текста будет утеряна. Поэтому используются более полные абстракции

#### Односторонние функции с потайным входом «All-but-one»
Функция «All-but-one» (ABO) может быть построена из набора односторонних функций с потайным входом и с достаточной потерей информации.
Набор функций ABO связан с множеством {\displaystyle B}, элементы которого называются ветвями. Генератор функции ABO принимает дополнительный параметр {\displaystyle b^{*}\in B}, называемый ветвью с потерями, и выводит функцию {\displaystyle g({\cdot },{\cdot })} и потайной ход t. Функция {\displaystyle g} обладает тем свойством, что для любой ветви {\displaystyle b\not =b^{*}} функция {\displaystyle g(b,\cdot )} обладает потайным входом (и может быть инвертирована с {\displaystyle t}), но функция {\displaystyle g(b^{*},\cdot )} — функция с потерями. Более того, ветвь с потерями скрыта (вычислительно) по описанию {\displaystyle g}..

#### Односторонние функции с потайным входом «All-but-N»
«All-but-N»(ABN) функции имеют ровно {\displaystyle N} веток с потерями; все другие ветки обладают потайным входом. Это можно использовать для точного определения зашифрованных текстов с помощью веток с потерями — все другие зашифрованные тексты соответствуют функциям с лазейкой и могут быть дешифрованы. Обратите внимание, что ABN кодируют набор веток с потерями по их ключу. То есть вычислительно неограниченный противник всегда может использовать грубую силу, для поиска ветвей, приводящих к функции с потерями.
Следовательно, ABN функции имеют серьезный недостаток: а именно, пространственная сложность ключей линейна в {\displaystyle N.}

#### Односторонние функции с потайным входом «All-but-many»
«All-but-many»(ABM) функция имеет суперполиномиальное множество ветвей с потерями, которые требуют наличия специального потайного хода.
Самое важное отличие от ABN-функции: с ABN набор ветвей с потерями указывается первоначально, во время построения, а ABM функции имеют лазейку, позволяющую пробовать дешифровку «на лету» из большого пула ветвей с потерями. Без этого потайного хода и даже при произвольном известном множестве ветвей с потерями нет возможности найти другую ветвь, не принадлежащую известному множеству. Это, в частности, позволяет создавать экземпляры ABM с компактными ключами и изображениями, размер которых не зависит от количества ветвей с потерями.
Данные конструкции можно рассматривать как «замаскированные» варианты сигнальных схем Boneh-Boyen (BB). В частности, ветви с потерями соответствуют действительным сигнатурам. Тем не менее, чтобы метки потерь и метки потайных ходов казались неотличимыми, необходимо делать слепые подписи, путем их шифрования или путем умножения на случайный элемент подгруппы.

## Построение односторонних функций с потайным входом с потерями
Чтобы отметить основные принципы, предположим, что общая криптосистема с поддержкой CPA имеет несколько специальных (но неформально описанных) свойств.
Первое свойство предполагает, что лежащая в основе криптосистема аддитивно-гомоморфна. Функция {\displaystyle f} (односторонняя функция с лазейкой или функция с потерями) на {\displaystyle \{0,1\}^{n}} определяется путем шифрования поэлементно квадратной матрицы {\displaystyle M}.
Для оценки {\displaystyle f(x)}, подаем вход {\displaystyle x\in \{0,1\}^{n}} — n-мерный бинарный вектор и вычислим (поэтапно) шифрование линейного произведения {\displaystyle x*M}, применяя гомоморфные операции к зашифрованным записям {\displaystyle M}.
Для функции с потайным входом зашифрованная матрица {\displaystyle M} является единичной матрицей {\displaystyle I}, а лазейка является ключом дешифрования для криптосистемы. Функция {\displaystyle f} обратима с помощью потайного входа, потому что {\displaystyle f(x)} — это входное шифрование {\displaystyle x*I=x}, которое может быть дешифровано до значения каждого бита {\displaystyle x}.
Для функции с потерями зашифрованная матрица {\displaystyle M} является матрицей, состоящей из нулей: {\displaystyle M=0}. Тогда, для каждого входного сообщения {\displaystyle x}, значение {\displaystyle f(x)} является поэлементным шифрованием нулевого-вектора, поэтому {\displaystyle f} "теряет" информацию о {\displaystyle x} . Однако этого недостаточно для обеспечения полной потери, поскольку выходные зашифрованные сообщения по-прежнему несут некоторую внутреннюю случайную информацию, которая может служить источником данных о входном сообщении. Поэтому необходим дополнительный контроль за их поведением. Для этого существуют специальные свойства криптосистемы:
- случайности можно использовать повторно в комбинациях с различными ключами без ухудшения стойкости.
- гомоморфная операция изолирует случайность, то есть случайность выходного шифротекста зависит только от случайностей во входном сообщении (а не от открытого ключа или зашифрованных сообщений). Многие известные криптосистемы гомоморфны по отношению к случайности.

С этими двумя свойствами зашифровываем матрицу {\displaystyle M} особым образом. Каждый столбец {\displaystyle j} матрицы связан с другим ключом {\displaystyle p_{kj}}, а лазейка — это набор соответствующих ключей расшифровки. Через каждую строку {\displaystyle i} шифруем запись {\displaystyle m_{i,j}} под ключ {\displaystyle p_{kj}} и ту же случайность {\displaystyle r_{i}} (используя новую случайность для каждой строки). По условию, повторно использовать случайность в паре с ключом {\displaystyle p_{kj}} безопасно, поэтому матрица {\displaystyle M} является вычислительно скрытой. Кроме того, поскольку гомоморфизм изолирует случайность, все зашифрованные тексты в конечном векторе {\displaystyle f(x)} также зашифровываются под такую же случайность {\displaystyle R} (которая зависит только от {\displaystyle (r_{1},r_{2}...r_{m})}.
Когда {\displaystyle M=I}, мы все ещё можем инвертировать функцию (с помощью лазейки), расшифровывая каждую зашифрованную запись {\displaystyle f(x)}. С другой стороны, когда матрица нулевая {\displaystyle M=0}, выход функции всегда является вектором зашифрованных нулевых сообщений, где каждая запись зашифровывается по одной и той же случайности (но под разными фиксированными ключами). Поэтому число возможных выходов {\displaystyle f} ограничено числом возможных случайных строк, которые могут возникнуть. Выбирая размерность {\displaystyle n} так, что количество входов {\displaystyle 2^{n}} является значительно больше, чем число случайных строк, мы можем гарантировать, что функция содержит потею информации.

### Построение функций с потайным ходом «All-but-one»
Построение функций «All-but-one» с потайным входом несколько более общее. Каждая ветвь {\displaystyle b} функции просто соответствует другой матрице {\displaystyle M_{b}}, шифрование которой может быть получено из публичного описания функции. Функция генерируется так, что {\displaystyle M_{b}} является обратимой матрицей (и вычисляется с помощью потайного входа) для всех ветвей {\displaystyle b}, тогда как {\displaystyle M_{b^{*}}=0} для ветвей с потерями {\displaystyle b^{*}}

## Примеры односторонних функций с потайным входом

### RSA
Возьмём число {\displaystyle n=p\cdot q}, где {\displaystyle p} и {\displaystyle q} принадлежат множеству простых чисел. Считается, что для данного числа {\displaystyle n} вычисление {\displaystyle p} и {\displaystyle q} является математически трудной задачей. Функция шифрования RSA — {\displaystyle E(m)=m^{e}\mod n}, где {\displaystyle e} — взаимнопростое с {\displaystyle (p-1)(q-1)}. Числа {\displaystyle p} и {\displaystyle q} являются потайным входом, зная которые вычислить обратную функцию {\displaystyle E^{-1}} легко. На сегодняшний день лучшей атакой на RSA является факторизация числа {\displaystyle n}.

### Функция Рабина
Рассмотрим функцию {\displaystyle F(x,n)=x^{2}mod(n)}, где {\displaystyle n=p\cdot q}, а p и q принадлежат множеству простых чисел. Рабин показал, что вычислить функцию {\displaystyle f^{-1}} легко тогда и только тогда, когда разложение на множители составного числа из двух простых является простой задачей.

### Схема Эль-Гамаля
Данная схема была предложена Тахером Эль-Гамалем в 1984 году. Она основывается на задаче дискретного логарифмирования.
Алгоритм
1. Алиса выбирает простое число p и произвольное число a.
2. Алиса вычисляет свой открытый ключ (а, b), где {\displaystyle b=a^{c}}, {\displaystyle 1<c<p}
3. Боб выбирает {\displaystyle 1<d<p} и шифрует сообщение m: {\displaystyle (m_{1},m_{2})=(a^{d},m\cdot b^{d})}
4. Алиса расшифровывает сообщение {\displaystyle m=m_{2}\cdot (m_{1}^{c})^{-1}.}

### Криптосистема Polly Cracker
Алгоритм
1. Алиса случайным образом выбирает вектор в конечном поле.
2. Алиса строит полиномы, которые в точке, задаваемой этим вектором, обращаются в ноль.
3. Боб генерирует сумму {\displaystyle p=\sum {q_{i}\cdot b_{i}}}
4. Боб посылает {\displaystyle p+m}

### Другие примеры
Известно, что функции, связанные с задачей дискретного логарифмирования, не являются односторонними функциями с потайным входом, потому что нет никакой информации о «лазейке», которая позволила бы эффективно вычислять дискретный логарифм. Однако, задача дискретного логарифмирования может использоваться в качестве основы для «лазейки», например, вычислительная задача Диффи-Хеллмана (CDH) и его разновидности. Алгоритм цифровой подписи основан на данной вычислительной задаче.

## Замечания
Односторонние функции с потайным входом имеют очень специфическое применение в криптографии и их не нужно путать с бэкдором (часто одно понятие подменяется другим, но это неправильно). Бэкдор — механизм, который намеренно добавляется к шифровальному алгоритму (например, алгоритм генерации ключевых пар, алгоритм цифровой подписи, и т. д.) или к операционным системам, позволяя одному или нескольким посторонним лицам обходить или подрывать безопасность системы.